# Volta NXT Classic 2024
De 49e editie van de wielerwedstrijd Volta NXT Classic vond plaats op 30 maart 2024. De wedstrijd startte en finishte in de Diepstraat in Eijsden.

## Mannen
De wedstrijd voor de mannen was 190,8 kilometer lang en maakte deel uit van de UCI Europe Tour, met de categorie 1.1. De Belg Timo Kielich won, na een sprint-à-deux met Pascal Eenkhoorn.

### Uitslag
| Plaats  | Naam                      | Ploeg                     | Tijd     |
| ------- | ------------------------- | ------------------------- | -------- |
| Winnaar | Timo Kielich              | Alpecin-Deceuninck        | 4u31'53" |
| 2       | Pascal Eenkhoorn          | Lotto Dstny               | + 2"     |
| 3       | Henri Uhlig               | Alpecin-Deceuninck        | + 7"     |
| 4       | Francesco Busatto         | Intermarché-Wanty         | z.t.     |
| 5       | Johan Meens               | Bingoal WB                | + 9"     |
| 6       | Jelle Johannink           | TDT-Unibet                | z.t.     |
| 7       | Tobias Bayer              | Alpecin-Deceuninck        | z.t.     |
| 8       | Joseph Blackmore          | Israel Premier Tech Acad. | z.t.     |
| 9       | Frank van den Broek       | Dev. dsm-firmenich PostNL | z.t.     |
| 10      | Harm Vanhoucke            | Lotto Dstny               | + 12"    |
| 11      | Milan Menten              | Lotto Dstny               | + 1'28"  |
| 12      | Hugo Hofstetter           | Israel Premier Tech Acad. | z.t.     |
| 13      | Roel van Sintmaartensdijk | Intermarché-Wanty         | z.t.     |
| 14      | Timo de Jong              | VolkerWessels             | z.t.     |
| 15      | Federico Savino           | Soudal Quick-Step Dev.    | z.t.     |
| 16      | Simone Gualdi             | Intermarché-Wanty         | z.t.     |
| 17      | Marcel Camprubí           | Q36.5                     | z.t.     |
| 18      | Pier-André Côté           | Israel Premier Tech Acad. | z.t.     |
| 19      | Viktor Soenens            | Soudal Quick-Step Dev.    | z.t.     |
| 20      | Tosh Van der Sande        | Visma\|Lease a Bike       | z.t.     |

## Vrouwen
De 12e editie voor de vrouwen was 119 kilometer lang en was net als de voorgaande jaren een nationale wedstrijd zonder UCI-status. De Nederlandse Femke Markus won, voor de Tsjechisch-Nederlandse Julia Kopecký en de Nieuw-Zeelandse Niamh Fisher-Black.
Naast World-Tourteam SD Worx-Protime en UCI-teams VolkerWessels, Lotto Dstny Ladies, GT Krush Rebel Lease en de opleidingsploeg van AG Insurance-Soudal, stonden er met name clubteams aan de start, aangevuld met enkele individuele rensters. Het peloton moest acht rondes van 13 km afleggen met telkens de beklimmingen van het Savelsbos en Moerslag. Het was vooral SD Worx-Protime dat de koers vanaf het begin hard maakte, waardoor er elke ronde minder rensters overbleven. In de voorlaatste ronde demarreerde Kopecký en zij kreeg Markus met zich mee. In de laatste ronde kon haar ploeggenote Fisher-Black de aansluiting maken. Kopecký draaide als eerste de Diepstraat op, maar op de kasseien was Markus de snelste.

### Uitslag
| Plaats  | Naam                   | Ploeg                | Tijd     |
| ------- | ---------------------- | -------------------- | -------- |
| Winnaar | Femke Markus           | SD Worx-Protime      | 2u52'48" |
| 2       | Julia Kopecký          | AG Insurance NXTG    | + 3"     |
| 3       | Niamh Fisher-Black     | SD Worx-Protime      | + 8"     |
| 4       | Sofie van Rooijen      | VolkerWessels        | + 2'29"  |
| 5       | Kata Blanka Vas        | SD Worx-Protime      | z.t.     |
| 6       | Femke Gerritse         | SD Worx-Protime      | + 2'32"  |
| 7       | Anna van Wersch        | Lotto Dstny Ladies   | z.t.     |
| 8       | Meike Uiterwijk Winkel | GT Krush Rebel Lease | z.t.     |
| 9       | Noëlle Rüetschi        | AG Insurance NXTG    | z.t.     |
| 10      | Maureen Arens          | Lotto Dstny Ladies   | z.t.     |

1973 · 1974 · 1975 · 1976 · 1977 · 1978 · 1979 · 1980 · 1981 · 1982 · 1983 · 1984 · 1985 · 1986 · 1987 · 1988 · 1989 · 1990 · 1991 · 1992 · 1993 · 1994 · 1995 · 1996 · 1997 · 1998 · 1999 · 2000 · 2001 · 2002 · 2003 · 2004 · 2005 · 2006 · 2007 · 2008 · 2009 · 2010 · 2011 · 2012 · 2013 · 2014 · 2015 · 2016 · 2017 · 2018 · 2019 · 2020 · 2021 · 2022 · 2023 · 2024